# Lekkoatletyka na Letnich Igrzyskach Olimpijskich 1932 – bieg na 3000 m z przeszkodami mężczyzn

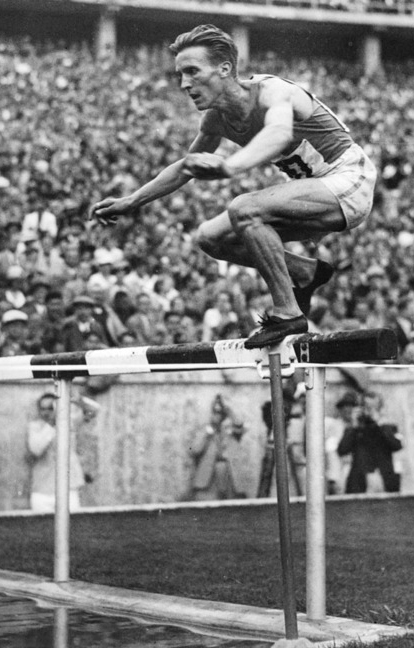
Volmari Iso-Hollo

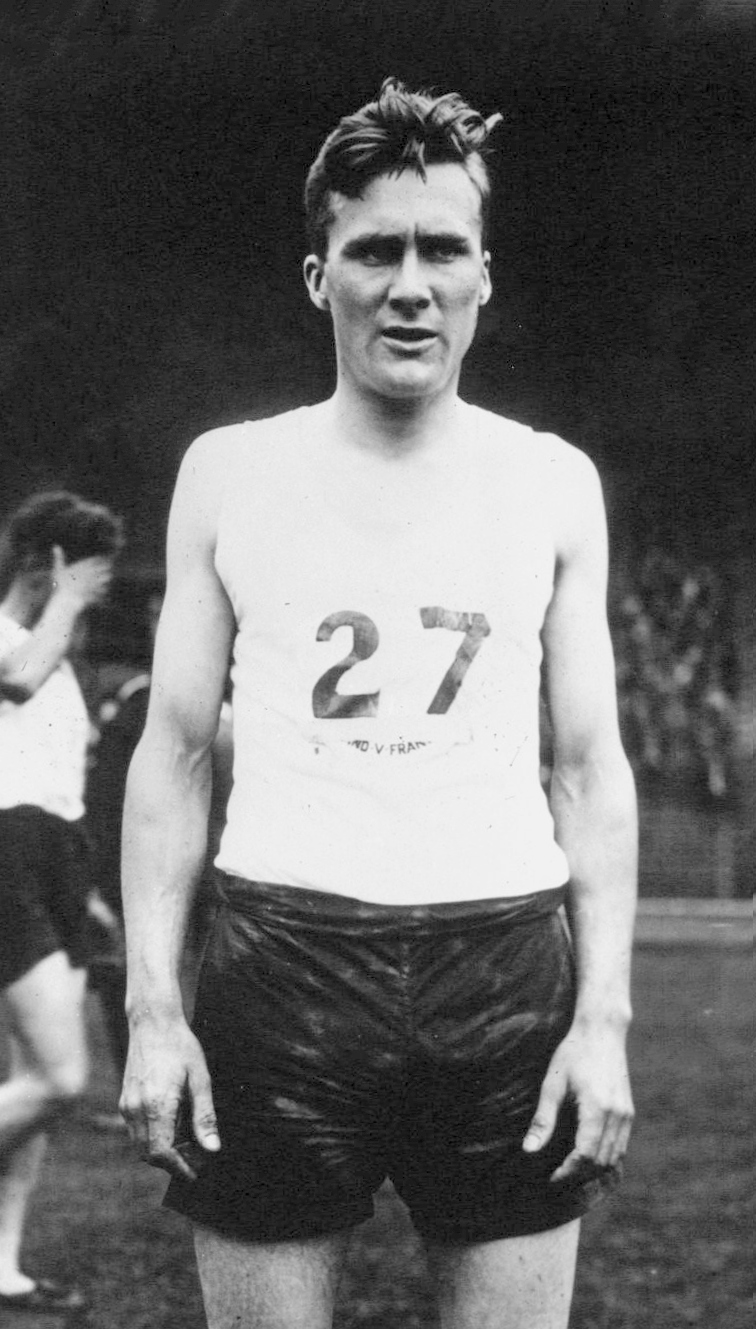
Thomas Evenson

Bieg na 3000 metrów z przeszkodami mężczyzn był jedną z konkurencji rozgrywanych podczas X Letnich Igrzysk Olimpijskich. Biegi zostały rozegrane w dniach 1 i 6 sierpnia 1932 roku na stadionie Los Angeles Memorial Coliseum w Los Angeles. Wystartowało 15 zawodników z 8 krajów.

## Rekordy
|                   | Zawodnik      | Wynik  | Miejsce   | Data                 |
| ----------------- | ------------- | ------ | --------- | -------------------- |
| Rekord świata     | Joe McCluskey | 9:14,5 | Stanford  | 16 lipca 1932(dts)   |
| Rekord olimpijski | Toivo Loukola | 9:21,8 | Amsterdam | 4 sierpnia 1928(dts) |

## Terminarz
| Data            |            | Godzina |
| --------------- | ---------- | ------- |
| 1 sierpnia 1932 | Eliminacje | 17:15   |
| 6 sierpnia 1932 | Finał      | 16:00   |

## Wyniki

### Eliminacje
Z każdego z biegów eliminacyjnych do finału awansowało pięciu najlepszych zawodników.

#### Bieg 1
| Poz. | Zawodnik         | Reprezentacja     | Czas   | Uwagi |
| ---- | ---------------- | ----------------- | ------ | ----- |
| 1.   | Thomas Evenson   | Wielka Brytania   | 9:18,8 | Q     |
| 2.   | Walter Pritchard | Stany Zjednoczone | 9:19,2 | Q     |
| 3.   | Verner Toivonen  | Finlandia         | 9:41,0 | Q     |
| 4.   | Giuseppe Lippi   | Włochy            | 9:42,0 | Q     |
| 5.   | Nello Bartolini  | Włochy            | 9:49,0 | Q     |
| 6.   | Roger Vigneron   | Francja           | 9:57,0 |       |
| 7.   | Luis Oliva       | Argentyna         | DNF    |       |

#### Bieg 2
| Poz. | Zawodnik          | Reprezentacja     | Czas    | Uwagi |
| ---- | ----------------- | ----------------- | ------- | ----- |
| 1.   | Volmari Iso-Hollo | Finlandia         | 9:14,6  | Q     |
| 2.   | Joe McCluskey     | Stany Zjednoczone | 9:14,8  | Q     |
| 3.   | Glen Dawson       | Stany Zjednoczone | 9:15,0  | Q     |
| 4.   | George Bailey     | Wielka Brytania   | 9:16,0  | Q     |
| 5.   | Martti Matilainen | Finlandia         | 9:43,0  | Q     |
| 6.   | Alfredo Furia     | Włochy            | 10:11,0 |       |
| –    | Harold Gallop     | Kanada            | DNF     |       |
| –    | Sonny Murphy      | Irlandia          | DNF     |       |

### Finał
W biegu finałowym zawodnicy pokonali dodatkowe okrążenie wskutek pomyki sędziów (łącznie pokonali 3460 m).
| Poz. | Zawodnik          | Reprezentacja     | Czas    | Uwagi |
| ---- | ----------------- | ----------------- | ------- | ----- |
| 1.   | Volmari Iso-Hollo | Finlandia         | 10:33,4 |       |
| 2.   | Thomas Evenson    | Wielka Brytania   | 10:46,2 |       |
| 3.   | Joe McCluskey     | Stany Zjednoczone | 10:46,2 |       |
| 4.   | Martti Matilainen | Finlandia         | 10:52,4 |       |
| 5.   | George Bailey     | Wielka Brytania   | 10:53,2 |       |
| 6.   | Glen Dawson       | Stany Zjednoczone | 10:58,0 |       |
| 7.   | Giuseppe Lippi    | Włochy            | 11:04,0 |       |
| 8.   | Walter Pritchard  | Stany Zjednoczone | 11:04,5 |       |
| 9.   | Verner Toivonen   | Finlandia         | 11:10,2 |       |
| 10.  | Nello Bartolini   | Włochy            | 11:29,0 |       |